# De Dion-Bouton Quadricycle
Il Quadriciclo prodotto dalla Casa automobilistica francese De Dion-Bouton fu prodotto e commercializzato dal 1898 al 1903.

## Storia e profilo

### Caratteristiche
Questo modello nacque come versione a due posti del triciclo De Dion-Bouton, a partire dalla cui base meccanica venne modificata la parte anteriore del telaio in modo tale da permettere il montaggio di un vero e proprio avantreno a due ruote più un sedile supplementare per il passeggero, sistemato davanti al posto guida. Oltre a ciò, sempre anteriormente era presente un poggiapiedi, sempre per il passeggero. Questa impostazione progettuale consentì di ottenere una vettura con più di un posto partendo da un progetto già concretizzato e quindi consentì anche un notevole risparmio economico. Ma non mancarono gli inconvenienti, primo fra tutti la difficoltà di sterzare e la scarsa visibilità per il conducente, specie se era presente un passeggero davanti al suo campo visivo.
Per quanto riguarda il motore, la vettura montava inizialmente un monocilindrico da 239 cm3 con potenza massima di 1,75 CV, mentre l'impianto frenante prevedeva freni a nastro all'avantreno. La produzione e la commercializzazione furono avviate nel 1898.

### Carriera commerciale
Nel mese di giugno del 1899, il motore da 1,75 CV venne sostituito da un nuovo motore da 269 cm3 e da 2,25 CV. Questo per conferire maggior brillantezza ad un corpo vettura appesantito già di per sé e che oltretutto avrebbe potuto essere gravato dalla presenza di un secondo passeggero. Ma per migliorare ulteriormente le prestazioni della vettura, nel 1900 la potenza venne incrementata fino a 2,75 CV con l'arrivo del nuovo motore, sempre monocilindrico, da 327 cm3. Nel corso dello stesso anno, il passo venne allungato da 1,05 a 1,19 metri.
L'esatto periodo di produzione del quadriciclo De Dion-Bouton è incerto, ma tutte le fonti concordano nel fissarlo fra il 1898 e il 1902, anzi, molto verosimilmente la produzione è proseguita almeno anche nell'anno successivo, dal momento che al Salone di Parigi del 1902, tenutosi a dicembre, il quadriciclo venne ancora esposto.